# 天星藤
天星藤（学名：Graphistemma pictum）是夹竹桃科天星藤属的植物。分布于越南以及中国大陆的广东、广西等地，多生在山谷、丘陵山地疏林和溪边灌木丛中，目前尚未由人工引种栽培。

## 别名
大奶藤、鸡腿果、骨碗藤、牛奶藤、奶藤（广西）；罗摩藤（海南）